# Устианович, Корнилий Николаевич
Корнилий Николаевич Устиянович, также — Устианович (укр. Корнило Миколайович Устиянович, нем. Kornilo Ustianowitsch; 22 сентября 1839, село Волков, Округ Поцтум, Королевство Галиции и Лодомерии, Австрийская Империя — 22 июля 1903, село Долгое, Округ Галицише Хёлле, Королевство Галиции и Лодомерии, Австро-Венгрия) — украинский иконописец и художник, один из основателей национальной школы реалистической живописи в Галиции, представитель венской школы живописи. Писатель, издатель, поэт и общественный деятель славянофильского толка. Сперва был сторонником галицкого русофильского движения, позднее перешёл на позиции украинофильского движения.

## Биография
Старший сын известного галицкого поэта Николая Устияновича. Учился в гимназиях Бучача и Львова, позже продолжил обучение в Академии изобразительных искусств в Вене. Окончив учёбу в Вене вернулся в Галицию. Много путешествовал по Галичине и Буковине, расписывал церкви, создал ряд икон и иконостасов.

## В области живописи

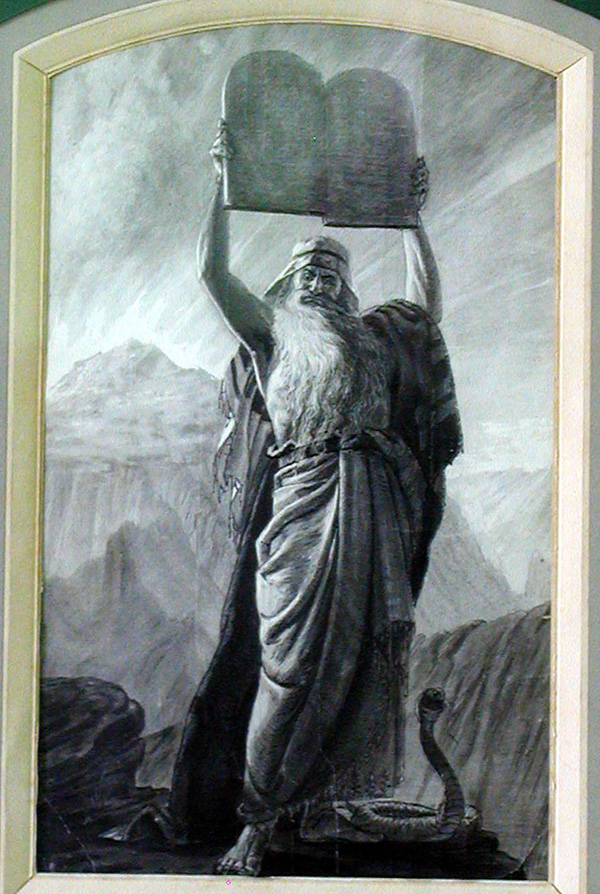
«Моисей»

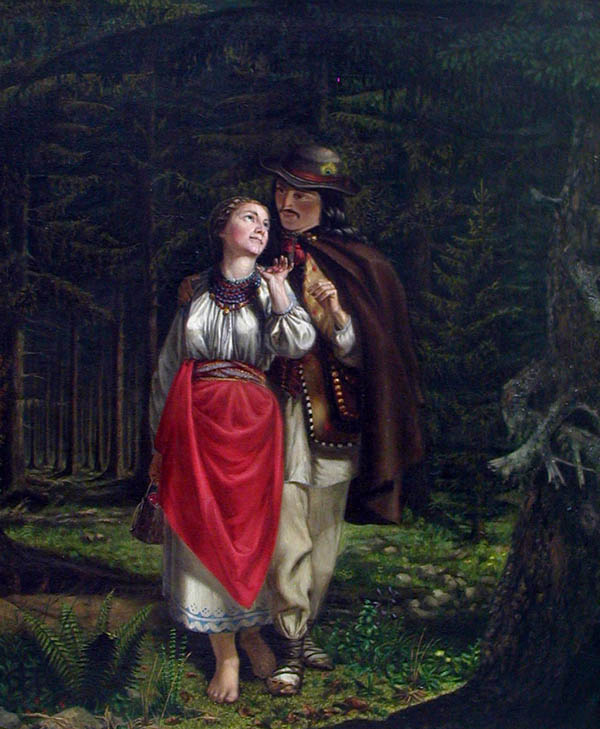
«Бойковская пара»

Художественное образование получил в Венской академии художеств (1858—1863). Работал в Вене, в Галиции и на Буковине.
Устиянович работал в жанрах портрета и пейзажа, писал картины исторической и жанровой тематики.
Первой его работой в области изобразительного искусства стала роспись церкви в городе Коломые, в котором художник проработал более двух лет.
Особенно плодотворными были работы Корнилия Устияновича в жанре церковно-монументальной живописи. Им написаны иконы для более, чем пятидесяти церквей, расписаны пятнадцать иконостасов, одиннадцать стенописей, семь декоративных изображений, из которых наиболее примечательны следующие: «Христос перед Пилатом»(1880) в Вене, «Моисей» (1887) и «Потоп» в Преображенской церкви во Львове, «Крещение Руси», «Владимир Великий», «Святая Ольга» в церкви села Вистова (под Калушем) и др.
Автор картин «Василько Теребовельский», «Шевченко в ссылке», «Мазепа на переправе», «Летописец Нестор», «Плач Ярославны», «Казацкая битва», «Семен Палий…», «Отмена барщины». Гуцульской тематике посвящены картины Устияновича «Гуцулка у источника» и «Гуцул».
Корнилий Устиянович первым среди западноукраинских художников обратился к шевченковской теме, нарисовав картину «Шевченко в заслании». А также создал около 40 портретов, в частности, Анатоля Вахнянина, Степана Качалы, Ю.Лавровского, Тита Реваковича.

## Литературная деятельность
Корнило Устиянович как поэт дебютировал в 1861 году со стихами, написанными язычием; с 1872, под влиянием прогрессивных представителей украинской литературы, печатал статьи о галицком искусстве на народном языке в газетах и журналах, в частности, в «Галичанине», «Слове», «Заре», «Правде», «Деле», «Основе» .
Решающим событием в становлении мировоззрения будущего поэта стало создание в 1868 г. во Львове общества «Просвита». К. Устиянович редактировал и иллюстрировал сатирико — юмористический журнал «Зеркало» , принимал участие в политических дискуссиях украинцев с поляками.
Кроме поэзии, К. Устиянович — автор ряда прозаических произведений, научных исследований, путевых заметок, публицист. При его жизни, кроме публикаций в газетах и журналах, вышло только неполное собрание эпических и драматических произведений.
В 1870-х годы появились первые исторические поэмы Корнила Устияновича — «Искоростень», «Вадим», «Святослав Храбрый» и исторические драмы — «Ярополк», «Олег Святославич, князь Овруцкий» — обе были поставлены в театре «Русская Беседа» во Львове (1878 и 1883), в котором он работал некоторое время сценографом.
К. Устиянович издал свои произведения под названием «Письма Корнила Устияновича» (3 тт, 1875—1877) и отдельно брошюру «М. Ф. Раевский и российский панславизмъ. Воспоминания зъ пережитого и передуманного» (1884).
Умер в 1903 году в селе Долгое при работе над иконостасом сельской церкви.
На его могиле установлен бюст работы львовского скульптора Евгения Дзиндры.
Художественное наследие Корнилия Устияновича хранится, в основном, во Львовской галерее искусств.

## Память
29 сентября 1991 года в селе Волков, был открыт музей — усадьба семьи Устияновичей, филиал Национального музея во Львове.